# Salix phylicifolia
Salix phylicifolia es una especie de sauce perteneciente a la familia de las salicáceas. Es nativa de Europa, las Islas Feroe, Escandinavia, Finlandia, Rusia, y Siberia occidental. 

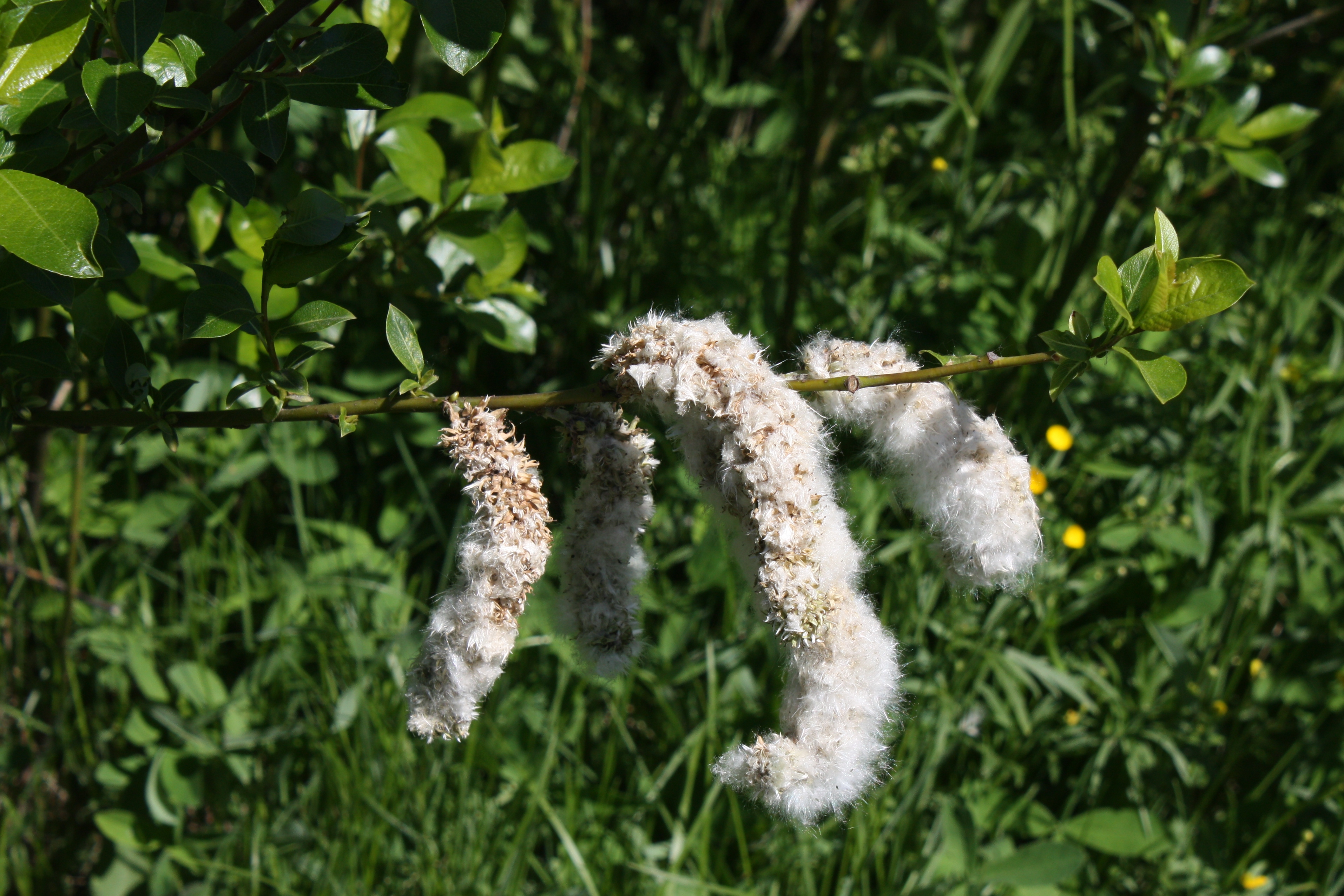
Detalle de los amentos

## Descripción
Salix phylicifolia es un arbusto con raíces en el permafrost. Echa raíces con facilidad. Por lo general, se arrastra por el suelo, donde se protege de los vientos fríos. Hay matorrales de sauce a lo largo de los ríos y lagos.
Los Inuits le llaman la "planta de lengua", debido a la forma de sus hojas. Los esquimales de Alaska y los Inuit de Canadá hasta el día de hoy, recogen las partes comestibles del árbol. Los brotes se comen crudos con aceite de foca  que pueden conservarse durante meses o incluso un año completo. También las hojas jóvenes se comen en crudo, frescas o secas y se añaden a sopas o tomadas como un té.

## Ecología
Los herbívoros, como el buey almizclero y el caribú se alimentan de sus hojas. Este árbol es particularmente un perfecto camuflajepara la perdiz.

## Taxonomía
Salix phylicifolia fue descrita por Carlos Linneo y publicado en Species Plantarum 2: 1016, en el año 1753.
Etimología
Salix: nombre genérico latino para el sauce, sus ramas y madera.
phylicifolia: epíteto latino 